# الأرنب بروه وطفلة القطران
الأرنب بروه وطفلة القطران هو كتاب مصور صدر عام 2003 من تأليف فيرجينيا هاميلتون ورسم جيمس رانسوم. إنها إعادة سرد بواسطة هاميلتون بلهجة جولا للقصة الكلاسيكية لبروه رابيت الذي يتفوق على بروه وولف.

## الاستقبال
كتبت  مجلة بوكليست في مراجعة لرواية الأرنب بروه وطفلة القطران "في هذا الإصدار من قصة المحتال الطفل تار المحبوبة، استُمدت من فولكلور جولا من جزر البحر في كارولينا الجنوبية. نسختها الإيقاعية المباشرة تتطابق جيدًا مع نسخة لوحات رانسوم مريحة ومثيرة على حد سواء، والتي توسع المتعة بمشاهد الأراضي الزراعية الجميلة في دايكلين (الفجر) وديليان (المساء) التي تصور لص الأرنب الماكر في ملابس بشرية يتفوق مرارًا وتكرارًا على الذئب.  ووصفتها مجلة سكول لايبراري جورنال بأنها "تسير بخطى دقيقة وغنائية ومرحة وممتعة للقراءة بصوت عالٍ." مع "الألوان المائية الغنية التي تناسب القصة تمامًا". 
تمت مراجعة الأرنب بروه وطفلة القطران أيضًا بواسطة مجلة ذا هورن بوك  ومراجعات كيركس  ومجلة بابليشرز ويكلي  وفلوريدا ميديا كوارترلي.
فازت بجائزة كتاب ألا البارز للأطفال لعام 2004،  وكتاب اخيارات سي سي بي سي لعام 2004. 